# Lincoln Constance
Lincoln Constance, född 16 februari 1909 i Eugene, Oregon, USA, död 2001, var en amerikansk botaniker. 
Constance disputerade 1934 på en avhandling om ullbladssläktet (Eriophyllum). Han var under många år professor i botanik vid University of California, Berkeley. Han invaldes 1971 som utländsk ledamot av svenska Vetenskapsakademien.